# Rudolf II. (Burgund)

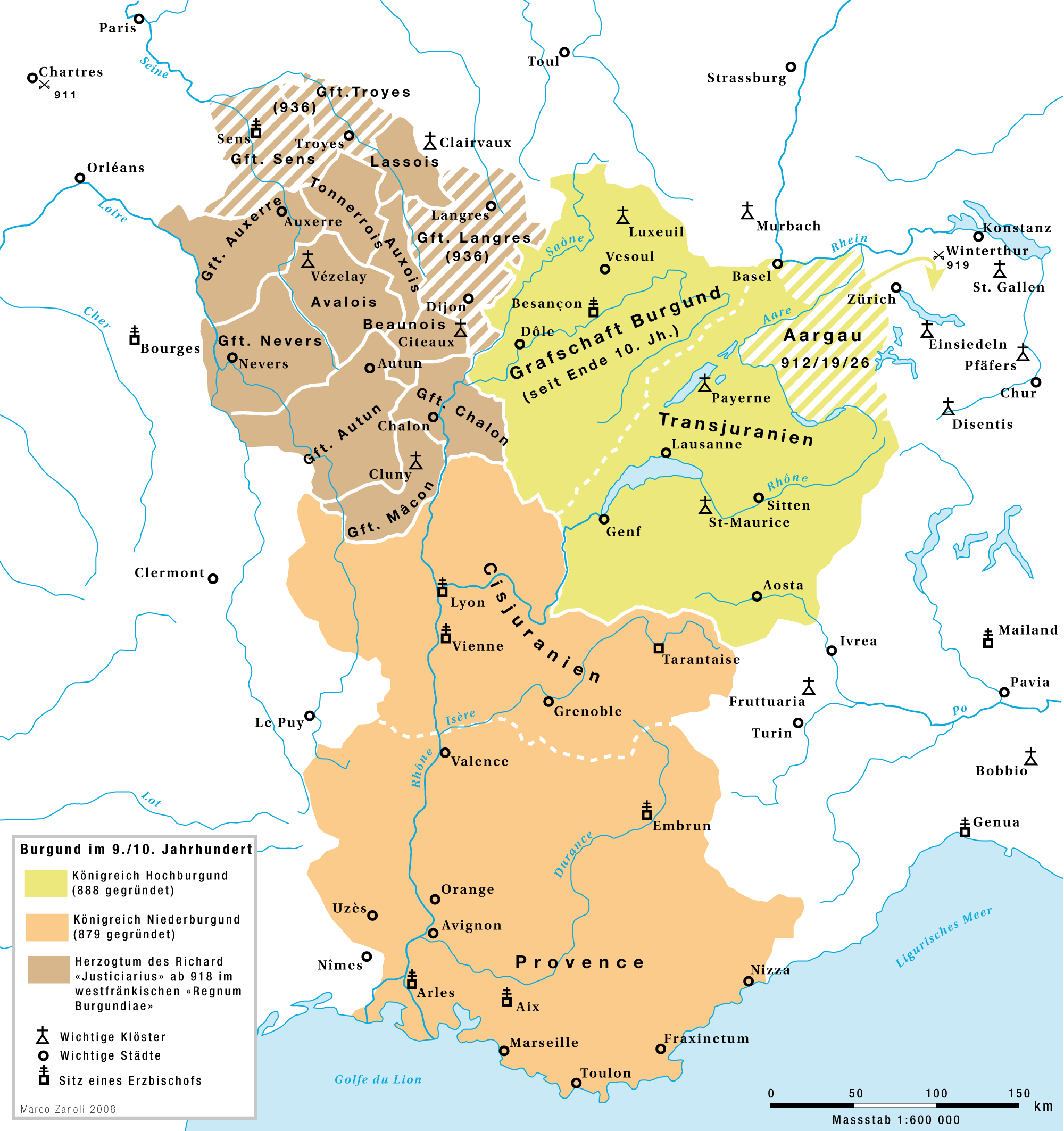
Die Königreiche Hoch- und Niederburgund sowie das Herzogtum Burgund im 9./10. Jahrhundert

Rudolf II. (* um 880; † 12. Juli oder 13. Juli 937) war Herzog, später König von Hochburgund (912–937) und König von Italien (922–926), begraben in Saint-Maurice. Er zählt zu den Nationalkönigen Italiens.
Rudolf war der älteste Sohn des Königs Rudolf I. von Hochburgund (888–912) aus dem Hause der Rudolfinger, des burgundischen Zweiges der Welfen, und der Willa von Niederburgund, Tochter von König Boso von Vienne.
Herzog Rudolf II. war bestrebt, sein Reich im Nordosten zu erweitern. Dabei nutzte er die unklaren Zustände im Gebiet des schwäbischen Herzogtums. 916 erwarb er schwäbische Gebiete westlich der Linie Huttwil-Aarwangen sowie Basel. Seine Niederlage in der Schlacht bei Winterthur im Jahre 919 gegen Herzog Burchard II. kostete Rudolf den Thur- und den Zürichgau. 
Um Frieden einkehren zu lassen, heiratete er – wohl im Jahr 922 – Burchards Tochter Berta. 
Aus dieser Ehe gingen vier Kinder hervor: 
- König Konrad III.,
- Rudolf (961/62 bezeugt),
- Erzbischof Burchard I. von Lyon und
- Adelheid, Frau von Kaiser Otto I.

Burchard und Rudolf unterstützten sich fortan politisch. 
Im gleichen Jahr begann er kriegerisch in Richtung Süden vorzustoßen. Er wurde 921 von Adalbert von Ivrea auf den Thron von Italien erhoben. 922 wurde er in der Kirche San Michele Maggiore in Pavia zum König von Italien gekrönt. Kaiser Berengar I. von Friaul stellte sich 923 bei Fiorenzuola (Piacenza) Rudolf entgegen, wurde aber besiegt. Dies machte Rudolf zum König von Italien.
Inzwischen begann der italienische Adel gegen Rudolf zu revoltieren. Es eilte ihm Herzog Burchard II. von Schwaben zu Hilfe. Burchard starb nach einem Überfall durch den Erzbischof Lambert von Mailand im April 926 vor Novara. Rudolf II. zog sich daraufhin aus Italien zurück und gab im November 926 in Worms die ihm als Herrschaftssymbol übergebene italienische Heilige Lanze an König Heinrich I. zurück. 
Rudolf verzichtete 933 zugunsten Hugos von Provence endgültig auf Italien gegen die Abtretung von Niederburgund. 
König Rudolfs II. Thron erbte sein Sohn Konrad III.